# Marie Chatardová
Marie Chatardová (ur. 6 marca 1963 w Znojmie) – czeska polityk, dyplomatka. W lipcu 2017 r. została wybrana 73. przewodniczącą Rady Gospodarczej i Społecznej ONZ, jedną z trzech najważniejszych funkcji ONZ, jako trzecia kobieta w historii. W 2017 r. znalazła się na czwartym miejscu w rankingu najbardziej wpływowych kobiet w Czecha w czeskim wydaniu magazynu Forbes. W październiku 2021 r. została ambasadorką Republiki Czeskiej w Wielkiej Brytanii.

## Życiorys
Marie Chatardová urodziła się 6 marca 1963 r. w Znojmie. W wieku dziesięciu lat przeprowadziła się z rodzicami do Brna. Uczyła się w gimnazjum w Brnie a następnie ukończyła studia w 1985 r. na wydziale prawa na Uniwersytecie Masaryka. W latach 1994–1995 pracowała w departamencie analiz i planowania Ministerstwa Spraw Zagranicznych Republiki Czeskiej. W latach 1995–1999 pracowała w Stałym Przedstawicielstwie Republiki Czeskiej w Brukseli, gdzie koncentrowała się głównie na współpracy w dziedzinie wymiaru sprawiedliwości i spraw wewnętrznych. W 2000 r. została dyrektorem Departamentu Strategii Komunikacji w Ministerstwie Spraw Zagranicznych, a dwa lata później została mianowana przez prezydenta Václava Havla ambasadorem w Szwecji, gdzie pozostała przez pięć lat. Po powrocie do Pragi została dyrektorem Protokołu Dyplomatycznego. W 2010 r. prezydent Václav Klaus mianował Chatardovą ambasadorem we Francji, Monako oraz powierzył jej funkcję Stałego Przedstawiciela Republiki Czeskiej w Międzynarodowej Organizacji Frankofonii. Ponadto w latach 2013-2016 była przedstawicielem Republiki Czeskiej w UNESCO.
W lipcu 2016 r. została mianowana przez prezydentem Miloša Zemana na stanowisko Stałego Przedstawiciela Republiki Czeskiej przy ONZ w Nowym Jorku. W tym samym miesiącu została wybrana wiceprzewodniczącą Rady Gospodarczej i Społecznej ONZ, a rok później została przewodniczącą. Ostatni raz to stanowisko zajmował przedstawiciel Republiki Czeskiej dwadzieścia lat wcześniej. Funkcję tę pełniły przed nią dwie kobiety. W październiku 2021 r. została ambasadorem Republiki Czeskiej w Wielkiej Brytanii.

## Życie prywatne
Marie Chatardová jest mężatką i ma troje dzieci: Lucie (1986), Benoît (1993), Marien (2002).